# Mireille Mathieu Sings Paul Anka: You And I
Albums de Mireille Mathieu
The Fabulous New French Singing Star
(1966)
Mireille Mathieu Sings Paul Anka: You And I est un album anglophone de la chanteuse française Mireille Mathieu sorti aux États-Unis en 1979 sur le label Ariola. Cet album est entièrement composé et produit par Paul Anka et a eu également une version française, Mireille Mathieu chante Paul Anka "Toi et Moi".

## Chansons de l'album
| No | Titre                           | Auteur                                                | Durée |
| -- | ------------------------------- | ----------------------------------------------------- | ----- |
| 1. | You and I (avec Paul Anka)      | Paul Anka, Eddy Marnay, Eddie Barclay, Roland Vincent |       |
| 2. | A man and a woman               | Paul Anka                                             |       |
| 3. | After you (avec Paul Anka)      | Paul Anka                                             |       |
| 4. | Life song                       | Paul Anka                                             |       |
| 5. | Bring the wine (avec Paul Anka) | Paul Anka, J. Harris                                  |       |
| 6. | Paris is something wrong?       | Paul Anka                                             |       |
| 7. | Andi                            | Paul Anka                                             |       |
| 8. | Closing door                    | Paul Anka                                             |       |
| 9. | Leave it all to me              | Paul Anka, M. & A. Bergman                            |       |